# 1869 en Nouvelle-Écosse
Chronologie de la Nouvelle-Écosse
- 1865
- 1866
- 1867
- 1868
- 1869
- 1870
- 1871
- 1872
- 1873

Cette page concerne les événements survenus en 1869 dans la province canadienne de la Nouvelle-Écosse.

## Politique
- Premier ministre : William Annand (Parti anti-confédération-libéral)
- Chef de l'Opposition : Hiram Blanchard (Parti conservateur)
- Lieutenant-gouverneur : Charles Hastings Doyle
- Législature : 24e (en)

## Événements
- 20 avril : le conservateur Isaac Le Vesconte (en) remporte l'élection partielle fédérale de Richmond à la suite de la mort du même parti William Joseph Croke (en).
- 21 juin : le député libéral-conservateur fédéral de Colchester Archibald Woodbury McLelan est nommé sénateur.
- 9 septembre : le libéral-conservateur Adams George Archibald remporte l'élection partielle fédérale de Colchester à la suite de la nomination du Sénat d'Archibald Woodbury McLelan.

## Naissances
- 20 juin : William Donald Ross (en), lieutenant-gouverneur de l'Ontario.

## Décès
- 11 mars : William Joseph Croke (en), député fédéral de Richmond (1867-1868).